# Oreochromis amphimelas
Espèce
Statut de conservation UICN

 EN  : En danger
Oreochromis amphimelas est une espèce de poissons de la famille des Cichlidae (ordre des Cichliformes). Cette espèce fait partie des nombreuses espèces regroupées sous le nom de Tilapia.

## Répartition
Ce poisson est endémique de Tanzanie où il se rencontre dans les lacs salés du centre du pays, entre autres les lacs Manyara, Eyasi, Kitangiri, Singida (ceb) et Sulunga (en).

## Description
Oreochromis amphimelas peut mesurer jusqu'à 28 cm, queue non comprise.

## Classification
Le nom valide complet (avec auteur) de ce taxon est Oreochromis amphimelas (Hilgendorf (d), 1905).
L'espèce a été initialement classée dans le genre Tilapia sous le protonyme Tilapia amphimelas Hilgendorf, 1905,.
Oreochromis amphimelas a pour synonymes :
- Sarotherodon amphimelas (Hilgendorf, 1905)
- Tilapia amphimelas Hilgendorf, 1905
- Tilapia manyarae Hilgendorf, 1905

### Étymologie
Son épithète spécifique, amphimelas, dérive du grec ancien ἀμφί, amphí, « des deux côtés », et μέλας, mélas, « noir », est présumée faire référence au dos foncé (qui présente des taches blanches) et à la couleur noire de la poitrine, du ventre et des nageoires anale et ventrales.

### Publication originale
- (de) F. Hilgendorf, « Fische von Deutsch und Englisch Ost-Afrika », Zoologische Jahrbücher. Abteilung für Systematik, Geographie und Biologie der Tiere, vol. 22, no 4,‎ 1905, p. 405-420 (ISSN 0323-7087, lire en ligne).